# Tasteinstrument
Et tasteinstrument el. tangentinstrument er et musikinstrument som betjenes vha. taster – samlet kaldet klaviatur eller manual. Eksempler på tasteinstrumenter er klaver, cembalo, spinet, virginal, klavichord (strengeinstrumenter), orgel, akkordeon (blæseinstrumenter), celeste (rørklokker) og synthesizer (elektrisk).
De første tasteinstrumenter regnes for at være middelalderlige, men det romerske orgel "hydraulis" havde også en form for tastatur til at aktivere piberne (vha. trækstænger). Tastaturet har skiftet udseende op gennem renæssancen og barokken, ligesom der har været eksperimenteret med forskellige alternative former, bl.a. med ekstra tangenter (se under klaviatur).
Visse instrumenter kan have flere rækker af tastaturer (manualer) – et orgel har ofte to til fire manualer samt et klaviatur der betjenes med fødderne (kaldet pedal), mens cembaloer har ét eller to manualer.

## Eksempler på tasteinstrumenter
- Cembalo
- Clavicyterium
- Clavinet
- Klaver
  - Flygel
  - Pianino
- El-klaver
- El-orgel
- Hammerklaver
- Harmonium (også kaldet: Trædeorgel)
- Keyboard (instrument)
- Kirkeorgel
- Klavichord (også stavet: Clavichord)
- Spinet
- Synthesizer
- Virginal (også kaldet: Muselar og ottavino)